# ایگورس استپانوف
ایگورس استپانوف (انگلیسی: Igors Stepanovs؛ زادهٔ ۲۱ ژانویهٔ ۱۹۷۶) بازیکن فوتبال سابق اهل لتونی است که در پست مدافع بازی می‌کرد.
از باشگاه‌هایی که در آن بازی کرده‌است می‌توان به باشگاه فوتبال آرسنال، باشگاه فوتبال اسکونتو، و باشگاه فوتبال گراس‌هاپر زوریخ و باشگاه فوتبال اسکونتو اشاره کرد.
وی همچنین در تیم ملی فوتبال لتونی بازی کرده‌است.